# قره جاير (جليكخان)
قره جاير (بالكردية: Xidiran‏) (بالتركية: Karaçayır)‏ هي قرية تتبع إداريّاً لمديرية جليكخان في محافظة أديامان التركية، بلغ عدد سكانها 82 نسمة في عام 2021.